# 나는 지금 모바니아로 간다
《나는 지금 모바니아로 간다》는 2005년 12월 24일에 MBC에서 방영한 베스트극장이다. 이 드라마는 2005년 극본공모 당선작이다.

## 등장 인물

### 주요 인물
- 김지영 : 지원(20대 후반) 역 - 경수의 아내, 몽유병 환자
- 계성용 : 경수(30대 초반) 역 - 지원의 남편, 이혼 전문 변호사

### 그 외 인물
- 김철기
- 신동미
- 권해효
- 윤진영
- 이화진
- 원유미
- 최지원